# بخش ویولت (شهرستان فیرفیلد، اوهایو)
بخش ویولت (به انگلیسی: Violet Township) یک منطقهٔ مسکونی در ایالات متحده آمریکا است که در شهرستان فیرفیلد، اوهایو واقع شده‌است.
 بخش ویولت ۱۰۸٫۰ کیلومتر مربع مساحت و ۳۸٬۵۷۲ نفر جمعیت دارد و ۲۶۸ متر بالاتر از سطح دریا واقع شده‌است.